# أندرو كارد
أندرو هيل «أندي» كارد الابن (بالإنجليزية: Andrew Card)‏ (ولد في 10 مايو 1947) هو سياسي أمريكي كان رئيس موظفي البيت الأبيض في عهد الرئيس جورج دبليو بوش في الفترة من 2001 إلى 2006، فضلا عن كونه رئيس مجموعة العراق في البيت الأبيض. وكان وزير النقل في إدارة الرئيس جورج بوش الأب من عام 1992 إلى عام 1993.
أعلن كارد استقالته كرئيس للموظفين في 28 مارس 2006، ونفذت الاستقالة فعليا من 14 أبريل 2006. وكان كارد عميد كلية بوش للحكومة والخدمة العامة، في جامعة تكساس إيه اند إم في حين كان العميد ريان كروكر يشغل منصب سفير الولايات المتحدة في أفغانستان قبل تنحي كارد في يوليو 2012.
في عام 2014، أصبح رئيس جامعة فرانكلين بيرس في ريندج، نيو هامبشاير، حتى تقاعد من هذا المنصب في صيف عام 2016.

## التعليم
تعلم في جامعة كارولاينا الجنوبية، وكلية كينيدي بجامعة هارفارد، وجامعة هارفارد.

## روابط خارجية
- أندرو كارد على موقع IMDb (الإنجليزية)
- أندرو كارد على موقع مونزينجر (الألمانية)
- أندرو كارد على موقع إن إن دي بي (الإنجليزية)
- أندرو كارد على موقع قاعدة بيانات الفيلم (الإنجليزية)